# Julián Figueroa
Julián Alonso Figueroa Rentería, noto semplicemente come Julián Figueroa (Medellín, 29 gennaio 1993), è un calciatore colombiano, centrocampista del Monagas.

## Caratteristiche tecniche
È un mediano.

## Carriera

### Club
Cresciuto nel settore giovanile dell'Envigado, ha esordito in prima squadra il 14 marzo 2012 disputando l'incontro di Copa Colombia perso 3-1 contro il Rionegro Águilas.

### Nazionale
Nel 2013 ha vinto il campionato sudamericano con la nazionale Under-20 colombiana.

## Palmarès

### Nazionale
- Campionato sudamericano Under-20: 1

Argentina 2013